# Pilar Castro
Pilar Castro Parrilla (Madrid, 12 ottobre 1970) è un'attrice spagnola.

## Biografia
Ha studiato nell'Escuela de Arte Dramático di Cristina Rota. È diventata molto popolare con la televisione.

## Filmografia
- Ovejas negras (1990), di José María Carreño.
- Historias del Kronen, regia di Montxo Armendáriz (1994)
- Taxi (1996), di Carlos Saura.
- El ángel de la guarda (1996), di Santiago Matallana.
- El conductor (1998), di Jorge Carrasco.
- Casting (1998), di Fernando Merinero.
- Cuarteto de La Habana (1999), di Fernando Colomo.
- La mujer más fea del mundo (1999), di Miguel Bardem.
- Seconda pelle (Segunda piel) (1999), di Gerardo Vera.
- Descongélate! (2003), di Dunia Ayaso e Félix Sabroso.
- Días de fútbol (2003), di David Serrano.
- La suerte dormida (2003), di Ángeles González Sinde.
- Muertos comunes (2004), di Norberto Ramos del Val.
- El asombroso mundo de Borjamari y Pocholo (2004), di Juan Cavestany e Enrique López Lavigne.
- Los 2 lados de la cama (2005), di Emilio Martínez Lázaro.
- Volver (2006), di Pedro Almodóvar.
- Los aires difíciles (2006), di Gerardo Herrero.
- Días de cine (2007), di David Serrano.
- Gente de mala calidad (2007), di Juan Cavestany.
- Siete minutos (2009)
- Gordos, regia di Daniel Sánchez Arévalo (2009)
- La gran familia española (2013), regia di Daniel Sánchez Arévalo
- Le pecore non perdono il treno (Las Ovejas no Pierden el Tren), regia di Álvaro Fernández Armero (2014)
- Julieta, regia di Pedro Almodóvar (2016)
- Es por tu bien, regia di Carlos Therón (2017)
- Ventajas de viajar en tren, regia di Aritz Moreno (2019)
- Dalla mia finestra (A través de mi ventana), regia di Marçal Forés (2022)
- Finale a sorpresa - Official Competition (Competencia official), regia di Mariano Cohn e Gastón Duprat (2022)
- Piggy, regia di Carlota Pereda (2022)
- Il futuro in un bacio (Eres tú), regia di Alauda Ruiz de Azúa (2023)
- Dalla mia finestra: Al di là del mare, (A través del mar), regia di Marçal Forés (2023)
- Dalla mia finestra: Guardando te,(A través de tu mirada ), regia di Marçal Forés (2024)

### Cortometraggi
- Pulp Ration (Ración de pulpo) (1996), di José María Benítez.
- Making of 'Atraco' (1997), di Carlos Molinero.
- Cien maneras de hacer el pollo al txilindrón (1997), di Kepa Sojo.
- Road Movie (1997), di Norberto Ramos del Val.
- No sé, no sé (1998), di Aitor Gaizka.
- Agujetas en el alma (1998), di Fernando Merinero.
- ¿Qué hay de postre? (2000), de Helio Mira.
- Dos más (2001), di Elias Leon Siminiani.
- Looking for Chencho (2002), di Kepa Sojo.
- Test (2007), di Marta Aledo e Natalia Mateo.
- 9 (2010), di Candela Peña.
- El premio (2011), di Elías León Siminiani.

## TV
- Calle nueva (1997-1998)
- A las once en casa (1998)
- Al salir de clase (2000-2001)
- Maneras de sobrevivir (2005)
- Los Serrano (2007)
- Cuestión de sexo (2007-2009)
- Vivir sin permiso (2018-2020)

## Premi
- Premio Goya, miglior attrice non protagonista, 2009 (candidatura)
- Unión de Actores miglior attrice non protagonista, 2009
- Festival de Málaga: Biznaga de Plata, miglior attrice, 2008, 2011[1]